# 윤이준
윤이준(본명: 김윤태, 1972년 9월 12일~)은 대한민국의 배우이다.

## 학력
- 서울예술전문대학 연극학과

## 출연작품

### 드라마
- 2022년 SBS 《왜 오수재인가?》 - 고 사장 역
- 2021년 Netflix 《오징어 게임》 - 69번 역
- 2017년 KBS2 《최고의 한방》 - CF 감독 역
- 2017년 웹드라마 《이상한 나라의 특별식사》 - 정조 역
- 2016년 SBS 《푸른 바다의 전설》 - 변호사 역
- 2016년 MBC 《몬스터》
- 2016년 MBC 《옥중화》
- 2015년 KBS2 《다 잘될 거야》 - 유동근 과장 역
- 2015년 MBC 《화정》
- 2015년 KBS2 《KBS 드라마 스페셜 - 붉은 달》 - 선비 역
- 2015년 KBS2 《그래도 푸르른 날에》 - 선생님 역
- 2014년~2015년 MBC 《전설의 마녀》 - 서울지검 금융조사팀 검사 역
- 2014년 MBC 《개과천선》 - 김 형사 역
- 2014년 KBS1 《정도전》 - 조영규 역
- 2014년 SBS 《나만의 당신》 - 김 검사 역
- 2014년 SBS 《너희들은 포위됐다》 - 검사 역
- 2013년 SBS 《별에서 온 그대》 - 취조형사 역
- 2013년 MBC 《스캔들: 매우 충격적이고 부도덕한 사건》 - 김 형사 역
- 2013년 MBC 《백년의 유산》 - 형사 역
- 2012년 SBS 《유령》 - 특수수사과 팀장 역
- 2012년 MBC 《무신》 - 아무간 역
- 2012년 MBC 《더킹 투하츠》 - 수석비서 역
- 2012년 KBS2 《난폭한 로맨스》 - 문신남 역
- 2012년 JTBC 《인수대비》 - 이세좌 역
- 2011년 SBS 《내사랑 내곁에》 - 김 형사 역
- 2011년 KBS2 《드림하이》 - 반지기자 역
- 2011년 KBS1 《웃어라 동해야》 - 홈쇼핑 담당자 역
- 2010년~2011년 SBS 《괜찮아, 아빠딸》 - 검사 역
- 2010년 KBS2 《도망자 플랜 B》
- 2010년 KBS2 《락 락 락》 - 가수 이승철의 매니저 역
- 2010년 SBS 《대물》 - 잠수함 장교 역
- 2010년 SBS 《웃어요, 엄마》 - 기획사 대표 역
- 2010년 SBS 《아테나: 전쟁의 여신》 - 아테나요원 제롬 역
- 2010년 SBS 《제중원》 - 일본 군복 곤도 역[3]
- 2010년 SBS 《괜찮아 아빠딸》 - 검사 역
- 2010년 tvN 《기찰비록》 - 교주 역
- 2009년 KBS1 《사람의 아들》 - 박형사, 예수 역
- 2009년 KBS2《장화홍련》 - 박석두 역
- 2009년 KBS2 《아이리스》 - 김선화 취조요원 역
- 2009년 KBS2 《천추태후》 - 소손녕의 부관 역
- 2006년 KBS2 《드라마시티 - 춘영》 - 고방호 역
- 2006년 KBS2 《드라마시티 - 김동수 간첩 조작사건》 - 현식 역
- 2003년 MBC 《좋은사람》 - 김 순경 역
- 2003년 MBC 《눈사람》  - 이형사 역

### 영화
- 2023년 《독전 2》
- 2020년 《검객》 - 조선인 역
- 2017년 《특별시민》 - 송기자 역
- 2016년 《오빠생각》 - 춘식 부 역
- 2015년 《메이드 인 차이나》 - 남편 역
- 2011년 《완득이》 - 파출소 경찰 역
- 2011년 《의뢰인》 - 광역수사팀장 역
- 2010년 《심야의 FM》 - 방문 경찰 역
- 2008년 《눈에는 눈 이에는 이》 - 김형사 역
- 2007년 《살결》 - 민우 역
- 2004년 《목포는 항구다》 - 도끼 역
- 2003년 《황산벌》 - 천존 신라 역
- 2001년 《나쁜 남자》 - 정태 역
- 2001년 《흑수선》 - 청년단원 역
- 2001년 《친구》 - 동수 행동대 역